# ایروینگ بکستر
 ایروینگ بکستر (انگلیسی: Irving Baxter؛ ۲۵ مارس ۱۸۷۶ – ۱۳ ژوئن ۱۹۵۷) یک ورزشکار اهل ایالات متحده آمریکا بود.